# International Police Association
Cet article possède un paronyme, voir Organisation internationale de police criminelle.
Pour les articles homonymes, voir IPA.
 (mars 2011).
Si vous disposez d'ouvrages ou d'articles de référence ou si vous connaissez des sites web de qualité traitant du thème abordé ici, merci de compléter l'article en donnant les références utiles à sa vérifiabilité et en les liant à la section « Notes et références ».
 (mars 2011).

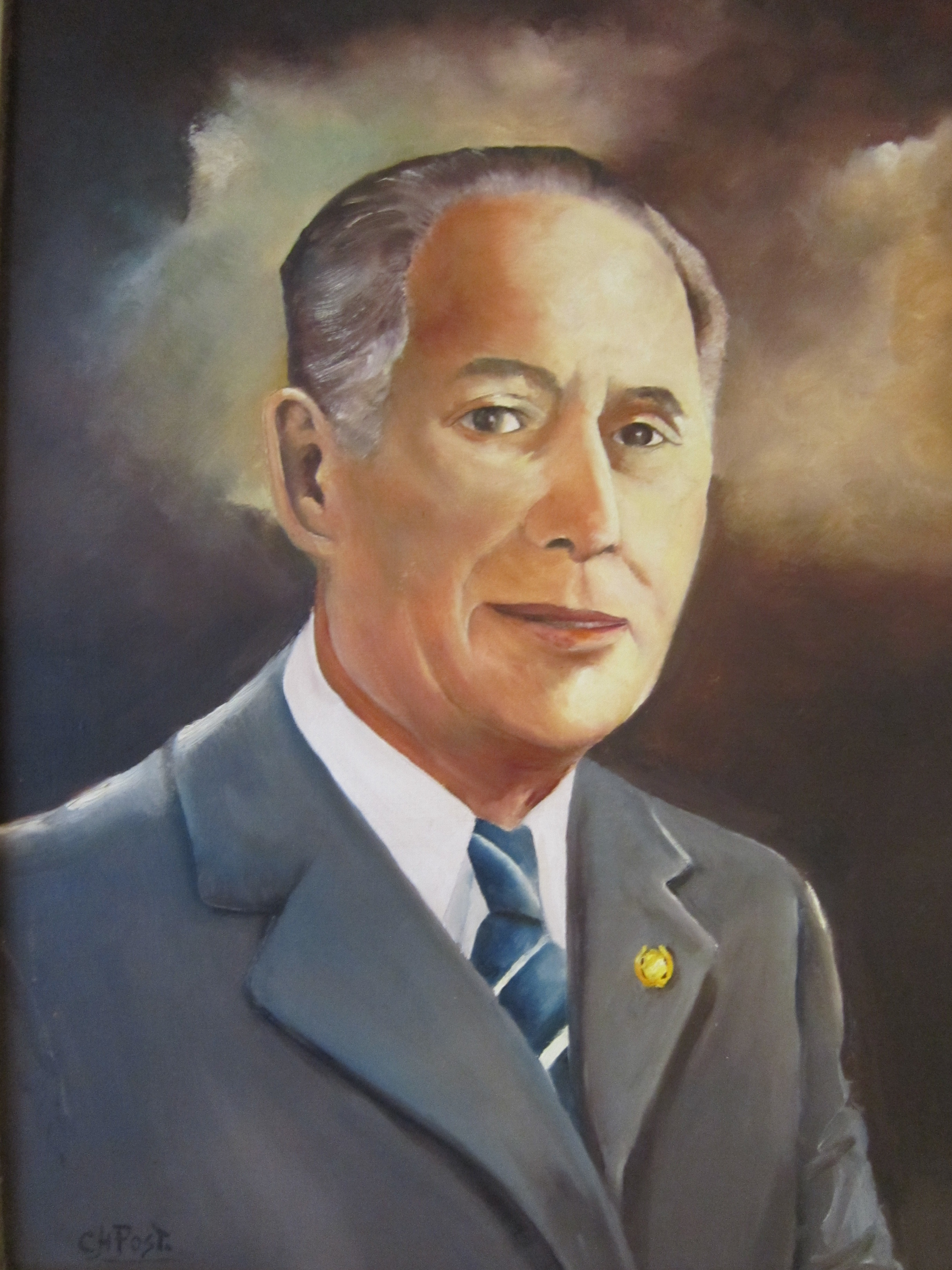
Arthur Troop

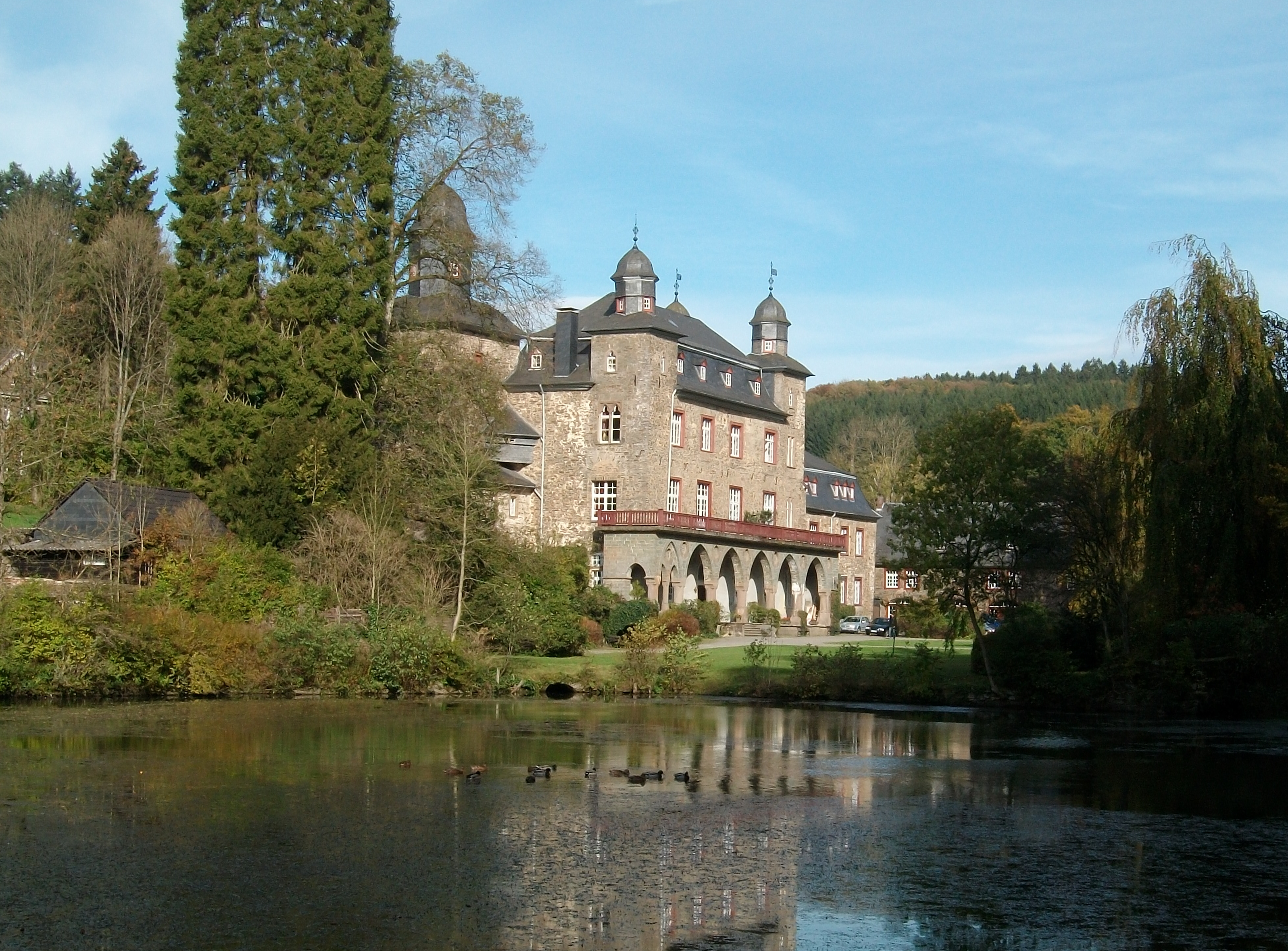
Centre d'information et d’études de l’International Police Association (IPA), Château Gimborn

International Police Association (IPA) est une organisation mondiale socio-culturelle de policiers « qui rassemble sans distinction de grade, de sexe, de race, de couleur, de langue ou de religion des membres des services de police, en activité ou à la retraite, en vue de créer entre eux des liens d'amitié et de coopération internationale »

## Historique
L'association a été fondée le 1er janvier 1950 par Arthur Troop (1914-2000), sergent de la police du Lincolnshire, en Grande-Bretagne. Celui-ci voulait créer une chaîne de l'amitié et une coopération internationale entre tous les policiers du monde. Chaque pays est représenté par une section.

## Devise et emblème
IPA possède son propre emblème, son hymne propre et – non le moins important – sa propre devise : Servo per amikeco. Cette expression signifie « Service par amitié » en espéranto.
Cette phrase a été choisie afin de souligner l’indépendance des nations et des communautés linguistiques. Cela n’implique pas que l’espéranto est la langue véhiculaire de l’IPA. Dans cette matière, il n’y a pas de règle particulière. Pour le secrétariat international ; il existe quatre langues officielles dans l’association : anglais, allemand, français et espagnol, dans laquelle est publiée mensuellement la lettre internationale d’information. De même, à l’occasion des conférences et congrès internationaux, ces langues sont interprétées simultanément.
L’emblème officiel de l’association est représenté de deux manières : un logo arrondi ou un logo avec une crête.

## Reconnaissance et engagement
L’IPA a été reconnue comme interlocuteur par des organisations internationales telles que l’ONU et le Conseil de l’Europe. Elle est régulièrement consultée pour des matières de police et de sécurité à caractère supranational.
L’IPA a toujours souscrit à la Déclaration universelle des droits de l'homme telle qu’adoptée en 1948 par l’Assemblée générale des Nations unies. La conséquence en est qu’une section nationale ne peut être créée dans un pays qui ne respecte pas ou peu les Droits de l’Homme.

## IPA section Belgique
C’est sous l’impulsion d’un policier anversois, Martinus Beck, que la section belge a été créée en 1953 (devenue une ASBL en 1990). Elle était parmi les premiers pays à rejoindre l’association. De nos jours, elle compte presque 10 000 membres. Elle est dans le top-10 des sections et l'une des sections les plus actives.[réf. nécessaire]
En 2003, IPA Belgique a reçu le titre de Section Royale, accordé par SM le Roi aux associations ayant un but noble, patriotique et ayant au moins 50 ans d’activités.[réf. nécessaire]